# Domenico Petromasi
Domenico Leopoldo Petromasi (XVIII secolo – XIX secolo) è stato un militare e scrittore italiano.

## Biografia
Era un siciliano che aveva preso parte all'Esercito della Santa Fede (1799), al fine di rovesciare la neonata Repubblica Napoletana del 1799. Come si desume dall'intestazione della sua opera, aveva il ruolo di commissario di guerra e ricevette  dal re il grado di tenente colonnello dell'esercito sanfedista. È noto soprattutto perché, seguendo quanto fatto da Antonino Cimbalo e Vincenzo Durante, scrisse e pubblicò agli inizi del 1801 una memoria dei fatti del 1799, dal titolo Storia della spedizione dell'eminentissimo cardinale D. Fabrizio Ruffo.
Come raccontato da lui stesso alla fine della prefazione, l'opera ricalca quanto scritto da Antonino Cimbalo nella sua opera, della quale riconosce di essersi avvalso. Nella stessa prefazione, Petromasi rimprovera a un altro "cronista" di quei fatti, Alessio De Sariis di essersi anch'egli avvalso dell'opera di Antonino Cimbalo (nell'opera L'Italia infelice per i Francesi) senza però mai citarlo. Lo storico Ottavio Serena (1862) ha criticato la sua opera insieme a quella degli altri sanfedisti che scrissero le loro memorie definendole inattendibili anche a causa del fatto che "non fecero che copiarsi a vicenda" e per il fatto che probabilmente scrissero le loro opere per mostrare i loro sforzi e ottenere un riconoscimento dal re. Ciò appare evidente anche nelle prime pagine dell'opera di Petromasi, nelle quali si rivolge con adulazione direttamente al re.

## Incarichi
- Commissario di guerra dell'Esercito della Santa Fede (1799)

## Opere
- Domenico Petromasi, Storia della spedizione dell'eminentissimo cardinale D. Fabrizio Ruffo, allora Vicario Generale per S.M. nel Regno di Napoli, Napoli, Vincenzo Manfredi, 1801.